# فولتوندال
فولتوندال هي مدينة تقع في مقاطعة جيفرسون في ألاباما - الولايات المتحدة الأمريكية وفي الضاحية الشمالية من برمنغهام، ألاباما. وحسب إحصاء عام 2000، فقد بلغ عدد سكان المَدينة 6,595 نسمة، وأما في 2006 فقد قدر بحوالي 6,905. كان مُجتمع فولتوندال خاملاً وراكداً نسبياً حتى العقد الأول من القرن الحادي والعشرين، عندما حدث نمو سكاني كبير في المناطق الواقعة غرب «شبكة الطرق 65»، أما التطور الاقتصادي فقد تركز على طول وبقرب "I-65/Walkers Chapel Road".

## الحكومة
«جيم لويري» هو المُحافظ الحاليّ لفولتوندال، وقد كان عام 2008 في دورته حُكمه الثالثة (وتمتد كل دورة لأربع سنوات). أما أعضاء مَجلس البلدة فهم: غريغ موريس وجوي بولتون ووليام هويل ودارل هوبرت وتومي ليدن. أعيد انتخاب كل من المحافظ وكامل أعضاء مجلس البلدة تقريباً في عام 2004. لكن رئيس المَجلس «و. ج. ألكسندر» توفي بعد فترة قصيرة من إعادة انتخابه في 2004، بينما عُين من بقي من المَجلس القديم في مكانه. وقد كانت الانتخابات المُقبلة في آب (أغسطس) عام 2008، لكن لم يَتأهل أحد للمُضاربة على لويري أو أعضاء المَجلس في مناصبهم، ولذا فسيَبقى كافة أعضاء الحُكومة في مناصبهم هذه حتى الدورة القادمة في عام 2012.

## الجغرافيا
تقع بلدة فولتوندال عند إحداثيات 33°36′55″N 86°48′5″W / 33.61528°N 86.80139°W.
حسب إحصاءات مكتب تعداد الولايات المتحدة فتبلغ مساحة المَدينة بكاملها 31.7 كم2. تمتد فولتوندال على طول واحد من المُنحدرات العديدة التي تتبع النهاية الجنوبية لسلسلة جبال الأبلاش. وقد كانت كامل مساحتها خلال الـ100 سنة الماضية موقعاً للحفر والتنقيب عن الفحم الحجري والمعادن الأخرى. وكان يُوصل إلى المدينة طريقان سريعان (شمالي وجنوبي)، وهما «شبكة الطرق 65» و«طريق الولايات المُتحدة السريع 31». أما «شبكة طرق 22» الجديدة فهيَ تعبر الجهة الغربية من المَدينة وستتقاطع مع طريق 65 جنوب فوتوندال بقليل بحلول عام 2011. وسيُمثل طريق 22 مَعبراً مُباشراً إلى مَدينة ممفيس، تينيسي. وبعد اكتمال هذا الطريق، ستُصبح فوتوندال هي المَدينة الوحيدة في ألاباما (غير برمنغهام) التي تتصل مُباشرة بأكثر من شبكة طرق سريعة (حيث ستتصل بشبكتي 65 و22).